# Arnèke
Arnèke település Franciaországban, Nord megyében. Lakosainak száma 1557 fő (2022. január 1.). Arnèke Ledringhem, Wemaers-Cappel, Zegerscappel, Zermezeele, Bollezeele, Ochtezeele és Rubrouck községekkel határos.

## Népesség
A település népességének változása:
| Lakosok száma | 1609 | 1620 | 1679 | 1617 | 1594 | 1570 | 1566 | 1561 | 1557 |
|               | 2013 | 2015 | 2016 | 2017 | 2018 | 2019 | 2020 | 2021 | 2022 |